# SNCF X 3700
Die Baureihe X 3700 war eine kleine Serie von Dieseltriebwagen der französischen Staatsbahn Société Nationale des Chemins de Fer Français (SNCF). Sie wurden von De Dietrich in ihrem Werk in Reichshoffen zwischen 1949 und 1950 gebaut und verkehrten auf den Eisenbahnstrecken im Osten Frankreichs, auch im grenzüberschreitenden Verkehr nach Deutschland, Luxemburg und in die Schweiz. Die Ausmusterung erfolgte zwischen 1973 und 1976. Erhalten blieben der X 3710 und der baugleiche CFL Z 105 der luxemburgischen Staatsbahn.

## Geschichte
Um ihren Triebwagenpark nach dem Zweiten Weltkrieg so schnell wie möglich wieder zu vervollständigen, beschloss die SNCF am 7. Juni 1944, je eine kleine Serie von Triebwagen von De Dietrich und Renault zu beauftragen. Die mehrfach geänderte Bestellung an De Dietrich über zwanzig X 3700, die von den X 42000 abgeleitet waren, wurde am 28. Januar 1948 veranlasst. Die Lieferungen erfolgten vom 27. September 1949 bis zum 6. Juli 1950 mit drei Exemplaren im Jahr 1949 und siebzehn im Jahr 1950. Die Indienststellung der X 3700 ging einher mit den am gleichen Tage bei Renault bestellten 35 SNCF-Triebwagen des Typs ABJ4, X 3600. Diese beiden Serien waren die letzten Bestellungen der SNCF von Dieseltriebwagen nach dem Zweiten Weltkrieg bevor es einheitliche Triebwagen gab. Ziel war es danach, den Fahrzeugpark an Schienenbussen und Verbrennungstriebwagen der SNCF aus der Vorkriegszeit grundlegend mit drei einheitlichen Baureihen verschiedener Leistungsklassen zu erneuern. Diese wurden in großer Zahl bestellt und sollten auf dem gesamten Netz verkehren.
Im März 1948 bestellte die luxemburgische Eisenbahngesellschaft (CFL) ihrerseits bei De Dietrich zehn Triebwagen, die mit den X 3700 identisch waren und die Bezeichnung Z 101 bis Z 110 trugen. Sie wurden zwischen Februar und November 1949 geliefert und verkehrten auf allen luxemburgischen Strecken.

## Technik
Die Triebwagen sind nicht nur äußerlich den Triebwagen der Serie X 42000 desselben Herstellers, die von 1935 bis 1942 an verschiedene französische Eisenbahngesellschaften und später an die SNCF geliefert wurden, ähnlich.
Die zwei Saurer-Reihensechszylinder-Dieselmotoren des Typs BXDS haben eine Leistung von 118 kW (160 PS) bei 1500/min und wurden von der Motorenfirma Compagnie Lilloise de Moteurs in Lizenz hergestellt. Sie weisen eine Bohrung von 134 mm und einen Hub von 180 mm auf, was einem Hubraum von 15,23 dm³ entspricht. Durch die Verwendung von zwei Motoren mittlerer Leistung unterscheidet sich De Dietrich von Renault, der seine Triebwagen mit einem einzigen, stärkeren Motor ausrüstete.
Das Getriebe besteht aus einem mechanischen Mylius CV2-Getriebe mit vier synchronisierten Gängen und einem Wendegetriebe. Die Motoren sind direkt auf den Rahmen der Drehgestelle der Bauart Görlitz montiert. Die Bauweise ist ein typisches Konstruktionsmerkmal der Triebwagen von De Dietrich, welches die Kraftübertragung vereinfacht, die Vibrationen des Wagenkastens verringert und den Schwerpunkt des Triebwagens senkt. Die Radsätze besitzen Monoblockräder und SKF-Rollenlager.
Ihre Höchstgeschwindigkeit beträgt 120 km/h. Die Standardkupplungen und Puffer des Triebwagens konnten ohne Einschränkung mit anderen SNCF-Fahrzeugen verbunden werden und erlaubten eine Anhängelast von 30 t. Beide Enden des Triebwagens haben einen Führerstand. An einem Ende gibt es einen Gepäckraum (1,8 t Ladung) und eine Toilette, am anderen Ende ein kleines Postabteil (1 t Ladung) (später eine Fünfer-Sitzbank) und ein Koksofen zur Beheizung. Diese erfolgte durch Lamellenheizkörper mit Warmwasserzirkulation. Die Stirnseiten sind mit einem Dreilicht-Spitzensignal ausgestattet, was seinerzeit bereits auf deutschen Strecken vorgeschrieben war.
Die Farbgebung entsprach der seinerzeit üblichen rot und cremefarbenen Lackierung aller Triebwagen. Ursprünglich boten die Fahrzeuge 81 Fahrgästen in der dritten Klasse Platz.
Im Laufe ihrer Einsatzzeit wurden sie in geringerem Umfang mehrfach technisch verändert – entweder in den Depots selbst oder in den Werkstätten in Bischheim – um den Komfort für Fahrer und Fahrgäste zu verbessern, das Fahrverhalten zu optimieren und die Wartung zu erleichtern.

Vereinfachtes Diagramm einer X 3700

## Einsatz
Die X 3700 kamen nach ihrer Auslieferung zunächst ins Depot Nancy und 1951 nach Metz-Sablon, wo fast die gesamte Flotte bis zur vollständigen außer Dienst Stellung im Jahre 1976 beheimatet war. In anderen Depots – Mulhouse-Île-Napoléon, Vesoul oder Straßburg – waren sie nur vorübergehend. Dank ihrer einfachen, robusten und wartungsfreundlichen Bauweise, niedrigen Betriebskosten, flexiblen Einsatzmöglichkeiten und der Verwendung bewährter technischer Lösungen zeichneten sich die X 3700 bis zum Ende ihrer Laufbahn durch eine hohe Zuverlässigkeit ab.
Sie waren auf vielen Linien in Lothringen (Lorraine), Elsass und Franche-Comté zu finden und fuhren auf folgenden Verbindungen auch ins benachbarte Ausland:
- Thionville – Luxemburg
- Mulhouse – Chalampé – Neuenburg (Baden)
- Straßburg – Sarreguemines – Saarbrücken
- Straßburg – Mulhouse – Basel[1]

Mit X 3701 und 3714 begann im November 1973 die Ausmusterung, die im Dezember 1976 abgeschlossen wurde.

## Erhaltene Fahrzeuge
Der nicht betriebsfähige (Stand 2025) X 3710 ist auf der Museumsbahn Chemin de Fer Touristique de la Vallée de la Doller (Dollertalbahn) stationiert. Er erhielt wieder seine ursprünglichen Lackierung und ist das einzige in Frankreich erhaltene Exemplar der Baureihe. Seit 2011 steht er als historisches Denkmal unter Denkmalschutz.
In Luxemburg wird der betriebsfähige (Stand 2025) Z 105 vom Institut National Pour le Patrimoine Architectural erhalten. Eigentümer ist das luxemburgische Denkmalsamt, der Verein Groupement des mais du rail ist für die Instandhaltung und den Betrieb zuständig.
Von den technisch ähnlichen Vorgängerbauarten haben zwei weitere Fahrzeuge überlebt. Aus der Serie ÉTAT ZZy 24801 bis 24806 aus dem Jahre 1934 ging ein Fahrzeug 1939 zurück an den Hersteller – war also nie bei der SNCF – und von dort 1952 an die Houillères du Bassin de Lorraine Lothringer Bergwerke, wo er bis 1980 zum Transport der Arbeiter im Einsatz war. Danach wurde er in Petite-Rosselle abgestellt.
Die Baureihe ÉTAT ZZy 24817 bis 24821 aus dem Jahre 1937, die bei der SNCF als XD 2511 bis XD 2515 beziehungsweise X 42511 bis 42515 (D für Dietrich, später ersetzt durch die führende 4) eingereiht wurde, war nach dem Zweiten Weltkrieg zu Regierungsfahrzeugen umgebaut worden. Von ihnen war der XD 2511 zunächst in einer privaten Sammlung in Laon erhalten geblieben und wurde Anfang 2025 in das Eisenbahnmuseum Mülhausen (Cité du Train) abtransportiert.